# شو آنچی
شو آنچی (انگلیسی: Xu Anqi؛ زادهٔ ۲۳ ژانویهٔ ۱۹۹۲) شمشیرباز اهل چین است.